# 中村憲
中村 憲（なかむら けん、1989年9月27日 - ）は、京都府宇治市出身の元プロ野球選手（外野手）、野球指導者。元女子プロ野球選手の中村香澄は実妹である。

## 経歴

### プロ入り前
京都すばる高時代から投手を始める。それまでは投手の経験はなく、1・2年中心のチーム構成だったために上背のある中村に白羽の矢が立った。そのため野手としての能力も高く、50m5秒9の俊足に1年生の頃から4番を任された打撃センスを併せ持つ（高校通算26本塁打）。なお、高校の2学年後輩に岩橋慶侍（京都産業大学→東京ヤクルトスワローズ）がいた。
高校最後の夏は京都大会の決勝までの全6試合51イニングを一人で投げ抜いたが、決勝の京都外大西高戦は1-2で敗れ、甲子園出場はならなかった。
2007年高校生ドラフト会議で、投手として広島東洋カープから4巡目で指名。契約金2500万円、年俸460万円（金額は推定）という条件で入団した。入団当初の背番号は「69」。

### 広島時代

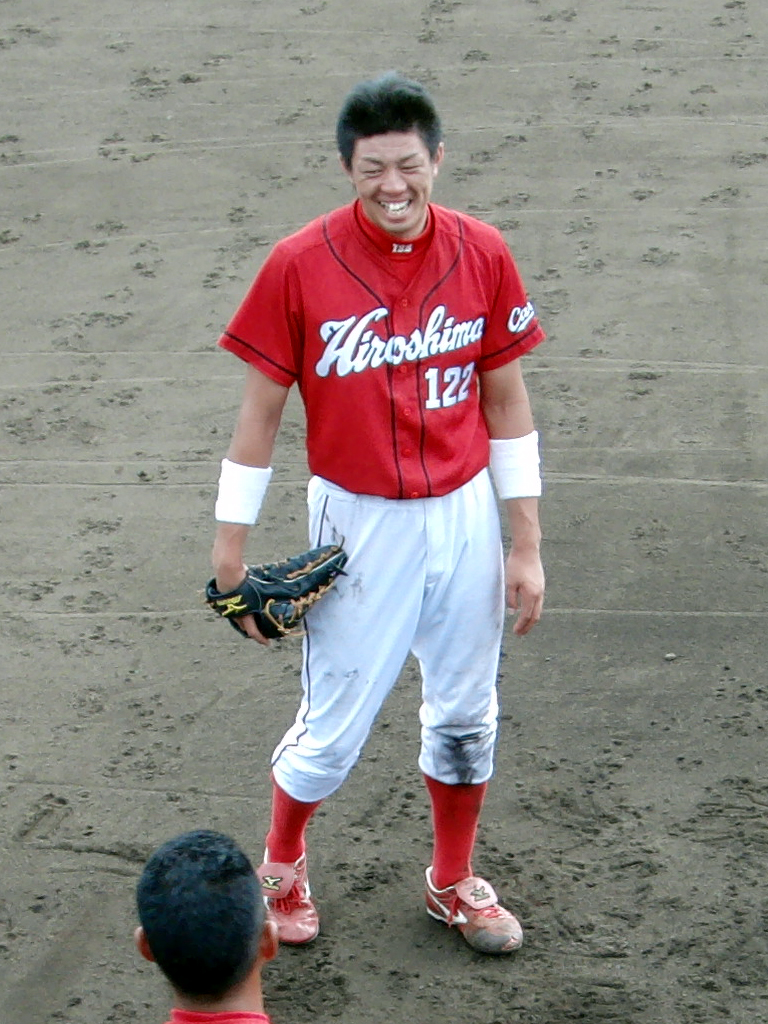
広島外野手時代（2011年7月13日、雁の巣球場）

入団後は腰痛や故障に苦しんだため、投手としては一軍公式戦への登板機会がなかった。ウエスタン・リーグ公式戦では、2008年に9試合の登板で1勝2敗を記録したほか、2010年に2試合へ登板。しかし、2009年には実戦登板の機会がなかった。
2010年には、10月3日に支配下選手契約の解除を球団から通告。その際に、育成選手契約への移行を前提に、投手から野手へ転向することを打診された。しかし、その後に参加したフェニックス・リーグで好調だったことから、投手として育成選手契約を結んだ。背番号は「122」に変更となった。
2011年は、肘痛などで投手として実戦登板の機会がなく、6月から外野手に転向した。転向後は、ウエスタン・リーグ公式戦25試合に出場するとともに、打率.263、6打点を記録した。
2012年には、7月16日に支配下登録選手へ復帰。背番号を「99」に変更した。ウエスタン・リーグ公式戦では、68試合の出場で打率.279、12打点を記録。二軍においてプロ初本塁打も放ったが、一軍公式戦への出場機会はなかった。2013年はウエスタン・リーグ公式戦37試合で打率.259、0本塁打、3打点、2014年には同公式戦69試合で打率.339、2本塁打、9打点という成績を残した。
2015年には、ウエスタン・リーグ公式戦14試合に出場。打率.333を記録した一方で、本塁打・打点とも0に終わった。一軍公式戦への出場を果たせないまま、10月1日に球団から戦力外通告を受けた。

### 広島退団後
2015年11月10日には、シートバッティング形式の12球団合同トライアウト（草薙球場）に打者として参加。7人の投手との対戦で6打数1安打1四球だった。その後、現役を引退した。
引退後は、一般企業に勤務しながら、クラブチームでプレーを続ける意向を示していた。2016年から創部1期生として福山ローズファイターズでプレーを続けている。エブリイ緑町店に勤務。
2022年8月に広島時代の後輩の中田廉がインスタグラムにおいて、中村が野球選手として引退した事を投稿。引退後も福山市で仕事を続けている事も明かされている。中村のXのプロフィール欄においては2023年秋時点ではエブリイ本庄店で勤務している事が記されている。2023年10月からは、福山ローズファイターズの下部組織で中学硬式野球チームの「福山ローズファイターズ ヤング」のコーチに就任。

## 選手としての特徴・人物
投手時代には、最速140km/hのストレートとスライダー・カーブ、フォークを使った投球をしていた。186cmの長身と長いリーチを活かしたフォームでボールの出所が見えにくく、テイクバックが小さいのが特徴。
広島への入団後に外野手へ転向してからは、バッティングカウントで長打を放ったり、ウエスタン・リーグ公式戦で一塁の守備に就くこともあった。
妹の香澄も、プロ野球選手として日本女子プロ野球機構の大阪ブレイビーハニーズ → 京都フローラ →　兵庫ディオーネに所属。フローラで4番打者を務めていた2014年には、日本女子プロ野球リーグの本塁打者賞（1本塁打）を獲得するとともに、遊撃手としてベストナインに選ばれた。
日本のプロ野球では、川端慎吾・友紀に次ぐ2組目の兄妹選手に当たる。

## 詳細情報

### 年度別打撃成績
- 一軍公式戦出場なし

### 背番号
- 69（2008年 - 2010年）
- 122（2011年 - 2012年途中）
- 99（2012年途中 - 2015年）